# De zwarte keizer
De zwarte keizer is een verhalenbundel van de Vlaamse auteur Hugo Claus, voor het eerst verschenen in 1958.
De bundel bevat de volgende zestien korte verhalen:
- Het huis in de struiken
- De zwarte keizer
- Suiker
- Een ontmoeting
- Wandelen
- De mooiste kleren
- Wij zullen u schrijven
- Het mes
- De afbraak
- De luitenant
- In de Rue Monsieur le Prince
- Na de film
- Lieve Liz
- Het huis van zijn vriend
- De 'patisserie'
- Gebed om geweld